# سمفونی شماره ۲ (مالر)
سمفونی شماره ۲ (انگلیسی: Symphony No. 2) دومین سمفونی مصنف برجسته گوستاو مالر است که گاهی با عنوان سمفونی رستاخیز هم شناخته می‌گردد. سمفونی شماره ۲ میان سال‌های ۱۸۸۸ تا ۱۸۹۴ تصنیف گردیده و نخستین اجرای آن مربوط به سال ۱۸۹۵ میلادی است. این سمفونی یکی از محبوبترین آثار وی در طول دوران زندگی مالر می‌باشد. سمفونی دارای ۵ موومان است.